# Pelagonemertes excisa
Pelagonemertes excisa är en djurart som tillhör fylumet slemmaskar, och som beskrevs av Korotkevich 1955. Pelagonemertes excisa ingår i släktet Pelagonemertes och familjen Pelagonemertidae. Inga underarter finns listade i Catalogue of Life.